# 平藤喜久子
平藤喜久子（ひらふじ きくこ、1972年 - ）は、日本の神話学者、國學院大學教授。

## 略歴
山形県生まれ。学習院大学大学院人文科学研究科日本語日本文学専攻博士後期課程単位取得退学、2003年「日本神話とインド・ヨーロッパ神話の比較研究」で博士（日本語日本文学）。2006年國學院大學研究開発推進機構日本文化研究所専任講師、2014年准教授、教授。

## 著書
- 『神話学と日本の神々』弘文堂 2004
- 『神社ってどんなところ？』ちくまプリマー新書、2015
- 『日本の神様と楽しく生きる 日々ご利益とともに』東邦出版 2016
- 『日本の神様解剖図鑑』エクスナレッジ 2018
- 『福を呼ぶ!ニッポン神社めぐり』NHK趣味どきっ!) NHK出版 2018
- 『神話でたどる日本の神々』ちくまプリマー新書、2021
- 『「神話」の歩き方』集英社、2022年

### 監修・共編著
- 『神話学名著選集』全26巻 松村一男共監修 ゆまに書房 2003-05
- 『すぐわかる日本の神社 『古事記』『日本書紀』で読み解く』井上順孝監修 稲田智宏,島田潔共著 東京美術 2008
- 『神の文化史事典』松村一男,山田仁史共編 白水社 2013
- 『カラー版神のかたち図鑑』松村一男共編著 白水社 2016
- 『日本の見るだけですっきりわかる神さま イラストで楽しく紹介』監修 メディアソフト 2017
- 『日本の神様ご利益事典 イラストでまるわかり!』監修 神宮館 2018

## 論文
- 平藤喜久子

## 関連人物
- 賀集利樹 - 2022年7月31日に催された平藤のオンライントークイベントにて司会を担当。
- 相川七瀬 - 同じく上記のイベントにて登壇。